# Phigalia sicanaria
Phigalia sicanaria là một loài bướm đêm trong họ Geometridae.